# Pachylibunus
Genre
Pachylibunus est un genre d'opilions laniatores de la famille des Gonyleptidae.

## Distribution
Les espèces de ce genre sont endémiques du Brésil. Elles se rencontrent dans les États de São Paulo, du Minas Gerais et d'Espírito Santo.

## Liste des espèces
Selon World Catalogue of Opiliones (07/09/2021) :
- Pachylibunus armatissimus Roewer, 1917
- Pachylibunus gomesianus Mello-Leitão, 1922
- Pachylibunus grandis Roewer, 1913
- Pachylibunus hamatus Roewer, 1930
- Pachylibunus nigripes (Mello-Leitão, 1942)

## Publication originale
- Roewer, 1913 : « Die Familie der Gonyleptiden der Opiliones-Laniatores. » Archiv für Naturgeschichte, sér. A, vol. 79, no 4, p. 1–256 (texte intégral).